# Exorcisten: Begynnelsen
Exorcisten: Begynnelsen (engelska: Exorcist: The Beginning) är en amerikansk skräckfilm från 2004 i regi av Renny Harlin, med Stellan Skarsgård, Izabella Scorupco, James D'Arcy och Remy Sweeney i rollerna.

## Handling
Filmen utspelar sig före den klassiska originalfilmen Exorcisten från 1973 och handlar om fader Merrins första möte med demonen Pazuzu när han svag i sin tro agerar gravplundrare i Afrika efter andra världskriget.

## Rollista
| Stellan Skarsgård | – Fader Merrin    |
| Izabella Scorupco | – Sarah           |
| James D'Arcy      | – Fader Francis   |
| Remy Sweeney      | – Joseph          |
| Julian Wadham     | – Major Granville |
| Andrew French     | – Chuma           |
| Ralph Brown       | – Överstelöjtnant |
| Ben Cross         | – Semelier        |
| David Bradley     | – Fader Gionetti  |
| Alan Ford         | – Jefferies       |
| Antonie Kamerling | – Löjtnant Kessel |
| Eddie Osei        | – Emekwi          |

## Om filmen
Filmen gjordes efter att Paul Schrader nästan färdigställt en version, som produktionsbolaget Morgan Creek Productions inte var nöjda med då de ville ha en mer renodlad skräckfilm. Alexi Hawley anlitades för att skriva om manuset och Harlin att regissera. Men efter att Exorcisten: Begynnelsen inte blev någon framgång färdigställdes Schraders version och släpptes som Dominion: Prequel to the Exorcist, som inte heller blev någon framgång (den släpptes bara på ett begränsat antal biografer) trots det delvist förbättrade mottagandet. Skarsgård spelar huvudrollen i båda filmerna men de flesta andra skådespelarna är utbytta.